# فلنگا فولبه
فلنگا فولبه شهری در شهرستان بورزانگا در استان بام در بورکینافاسوی شمالی است و جمعیت آن ۵۱۳ نفر است.